# Campionato mondiale B maschile di hockey su pista Andorra 1992
Il Campionato del Mondo B 1992 è stata la 5ª edizione del campionato del mondo B di hockey su pista; la manifestazione è stata disputata ad Andorra dal 17 al 24 ottobre 1992.

La competizione fu organizzata dalla Fédération Internationale de Roller Sports.

Il torneo è stato vinto dalla nazionale di Andorra per la 1ª volta nella sua storia.

## Prima fase

### Girone A

#### Risultati
| Andorra la Vella ottobre 1992 | Francia | 17 – 0 | Giappone |  |

| Andorra la Vella ottobre 1992 | Francia | 19 – 0 | Israele |  |

| Andorra la Vella ottobre 1992 | Francia | 12 – 0 | Nuova Zelanda |  |

| Andorra la Vella ottobre 1992 | Giappone | 13 – 1 | Israele |  |

| Andorra la Vella ottobre 1992 | Giappone | 3 – 5 | Nuova Zelanda |  |

| Andorra la Vella ottobre 1992 | Israele | 3 – 17 | Nuova Zelanda |  |

#### Classifica
|    | Squadra       | PT | G | V | N | P | GF | GS | Diff. | Note |
| -- | ------------- | -- | - | - | - | - | -- | -- | ----- | ---- |
| 1. | Francia       | 6  | 3 | 3 | 0 | 0 | 48 | 0  | +48   |      |
| 2. | Nuova Zelanda | 4  | 3 | 2 | 0 | 1 | 22 | 18 | +4    |      |
| 3. | Giappone      | 2  | 3 | 1 | 0 | 2 | 16 | 23 | -7    |      |
| 4. | Israele       | 0  | 3 | 0 | 0 | 3 | 4  | 49 | -45   |      |

### Girone B

#### Risultati
| Andorra la Vella ottobre 1992 | Australia | 5 – 3 | Austria |  |

| Andorra la Vella ottobre 1992 | Australia | 7 – 7 | Macao |  |

| Andorra la Vella ottobre 1992 | Australia | 3 – 2 | Sudafrica |  |

| Andorra la Vella ottobre 1992 | Austria | 2 – 5 | Macao |  |

| Andorra la Vella ottobre 1992 | Austria | 1 – 10 | Sudafrica |  |

| Andorra la Vella ottobre 1992 | Macao | 7 – 7 | Sudafrica |  |

#### Classifica
|    | Squadra   | PT | G | V | N | P | GF | GS | Diff. | Note |
| -- | --------- | -- | - | - | - | - | -- | -- | ----- | ---- |
| 1. | Australia | 5  | 3 | 2 | 1 | 0 | 15 | 12 | +3    |      |
| 2. | Macao     | 4  | 3 | 1 | 2 | 0 | 19 | 16 | +3    |      |
| 3. | Sudafrica | 3  | 3 | 1 | 1 | 1 | 19 | 11 | +8    |      |
| 4. | Austria   | 0  | 3 | 0 | 0 | 3 | 6  | 20 | -14   |      |

### Girone C

#### Risultati
| Andorra la Vella ottobre 1992 | Angola | 16 – 5 | Canada |  |

| Andorra la Vella ottobre 1992 | Angola | 39 – 0 | India |  |

| Andorra la Vella ottobre 1992 | Angola | 1 – 3 | Mozambico |  |

| Andorra la Vella ottobre 1992 | Canada | 13 – 6 | India |  |

| Andorra la Vella ottobre 1992 | Canada | 6 – 8 | Mozambico |  |

| Andorra la Vella ottobre 1992 | India | 1 – 30 | Mozambico |  |

#### Classifica
|    | Squadra   | PT | G | V | N | P | GF | GS | Diff. | Note |
| -- | --------- | -- | - | - | - | - | -- | -- | ----- | ---- |
| 1. | Mozambico | 6  | 3 | 3 | 0 | 0 | 41 | 8  | +33   |      |
| 2. | Angola    | 4  | 3 | 2 | 0 | 1 | 56 | 8  | +48   |      |
| 3. | Canada    | 2  | 3 | 1 | 0 | 2 | 24 | 30 | -6    |      |
| 4. | India     | 0  | 3 | 0 | 0 | 3 | 7  | 82 | -75   |      |

### Girone D

#### Risultati
| Andorra la Vella ottobre 1992 | Andorra | 3 – 4 | Inghilterra |  |

| Andorra la Vella ottobre 1992 | Andorra | 12 – 2 | Messico |  |

| Andorra la Vella ottobre 1992 | Andorra | 45 – 2 | Pakistan |  |

| Andorra la Vella ottobre 1992 | Inghilterra | 6 – 2 | Messico |  |

| Andorra la Vella ottobre 1992 | Inghilterra | 40 – 0 | Pakistan |  |

| Andorra la Vella ottobre 1992 | Messico | 25 – 1 | Pakistan |  |

#### Classifica
|    | Squadra     | PT | G | V | N | P | GF | GS  | Diff. | Note |
| -- | ----------- | -- | - | - | - | - | -- | --- | ----- | ---- |
| 1. | Inghilterra | 6  | 3 | 3 | 0 | 0 | 50 | 5   | +45   |      |
| 2. | Andorra     | 4  | 3 | 2 | 0 | 1 | 60 | 8   | +52   |      |
| 3. | Messico     | 2  | 3 | 1 | 0 | 2 | 29 | 19  | +10   |      |
| 4. | Pakistan    | 0  | 3 | 0 | 0 | 3 | 3  | 110 | -107  |      |

## Seconda fase

### Girone A

#### Risultati
| Andorra la Vella ottobre 1992 | Austria | 5 – 5 | Giappone |  |

| Andorra la Vella ottobre 1992 | Austria | 19 – 5 | India |  |

| Andorra la Vella ottobre 1992 | Austria | 5 – 6 | Messico |  |

| Andorra la Vella ottobre 1992 | Giappone | 8 – 4 | India |  |

| Andorra la Vella ottobre 1992 | Giappone | 2 – 4 | Messico |  |

| Andorra la Vella ottobre 1992 | India | 1 – 14 | Messico |  |

#### Classifica
|    | Squadra  | PT | G | V | N | P | GF | GS | Diff. | Note                   |
| -- | -------- | -- | - | - | - | - | -- | -- | ----- | ---------------------- |
| 1. | Messico  | 6  | 3 | 3 | 0 | 0 | 24 | 8  | +16   | Finale 9º - 10º posto  |
| 2. | Austria  | 3  | 3 | 1 | 1 | 1 | 29 | 16 | +13   | Finale 11º - 12º posto |
| 3. | Giappone | 3  | 3 | 1 | 1 | 1 | 15 | 13 | +2    | Finale 13º - 14º posto |
| 4. | India    | 0  | 3 | 0 | 0 | 3 | 10 | 41 | -31   | Finale 15º - 16º posto |

### Girone B

#### Risultati
| Andorra la Vella ottobre 1992 | Canada | 18 – 4 | Israele |  |

| Andorra la Vella ottobre 1992 | Canada | 20 – 1 | Pakistan |  |

| Andorra la Vella ottobre 1992 | Canada | 5 – 7 | Sudafrica |  |

| Andorra la Vella ottobre 1992 | Israele | 7 – 3 | Pakistan |  |

| Andorra la Vella ottobre 1992 | Israele | 1 – 22 | Sudafrica |  |

| Andorra la Vella ottobre 1992 | Pakistan | 1 – 32 | Sudafrica |  |

#### Classifica
|    | Squadra  | PT | G | V | N | P | GF | GS | Diff. | Note                   |
| -- | -------- | -- | - | - | - | - | -- | -- | ----- | ---------------------- |
| 1. | Israele  | 6  | 3 | 3 | 0 | 0 | 61 | 7  | +54   | Finale 9º - 10º posto  |
| 2. | Canada   | 4  | 3 | 2 | 0 | 1 | 43 | 12 | +31   | Finale 11º - 12º posto |
| 3. | Israele  | 2  | 3 | 1 | 0 | 2 | 12 | 43 | -31   | Finale 13º - 14º posto |
| 4. | Pakistan | 0  | 3 | 0 | 0 | 3 | 5  | 59 | -54   | Finale 15º - 16º posto |

### Girone C

#### Risultati
| Andorra la Vella ottobre 1992 | Angola | 1 – 3 | Francia |  |

| Andorra la Vella ottobre 1992 | Angola | 1 – 0 | Inghilterra |  |

| Andorra la Vella ottobre 1992 | Angola | 15 – 6 | Macao |  |

| Andorra la Vella ottobre 1992 | Francia | 5 – 2 | Inghilterra |  |

| Andorra la Vella ottobre 1992 | Francia | 16 – 2 | Macao |  |

| Andorra la Vella ottobre 1992 | Inghilterra | 3 – 5 | Macao |  |

#### Classifica
|    | Squadra     | PT | G | V | N | P | GF | GS | Diff. | Note                 |
| -- | ----------- | -- | - | - | - | - | -- | -- | ----- | -------------------- |
| 1. | Francia     | 6  | 3 | 3 | 0 | 0 | 24 | 5  | +19   | Finale 1º - 2º posto |
| 2. | Angola      | 4  | 3 | 2 | 0 | 1 | 17 | 9  | +8    | Finale 3º - 4º posto |
| 3. | Macao       | 2  | 3 | 1 | 0 | 2 | 13 | 34 | -21   | Finale 5º - 6º posto |
| 4. | Inghilterra | 0  | 3 | 0 | 0 | 3 | 5  | 11 | -6    | Finale 7º - 8º posto |

### Girone D

#### Risultati
| Andorra la Vella ottobre 1992 | Andorra | 7 – 5 | Australia |  |

| Andorra la Vella ottobre 1992 | Andorra | 6 – 5 | Mozambico |  |

| Andorra la Vella ottobre 1992 | Andorra | 6 – 0 | Nuova Zelanda |  |

| Andorra la Vella ottobre 1992 | Australia | 1 – 6 | Mozambico |  |

| Andorra la Vella ottobre 1992 | Australia | 7 – 3 | Nuova Zelanda |  |

| Andorra la Vella ottobre 1992 | Mozambico | 4 – 2 | Nuova Zelanda |  |

#### Classifica
|    | Squadra       | PT | G | V | N | P | GF | GS | Diff. | Note                 |
| -- | ------------- | -- | - | - | - | - | -- | -- | ----- | -------------------- |
| 1. | Andorra       | 6  | 3 | 3 | 0 | 0 | 19 | 10 | +9    | Finale 1º - 2º posto |
| 2. | Mozambico     | 4  | 3 | 2 | 0 | 1 | 15 | 9  | +6    | Finale 3º - 4º posto |
| 3. | Australia     | 2  | 3 | 1 | 0 | 2 | 13 | 16 | -3    | Finale 5º - 6º posto |
| 4. | Nuova Zelanda | 0  | 3 | 0 | 0 | 3 | 5  | 17 | -12   | Finale 7º - 8º posto |

## Fase finale

### Finale 15º - 16º posto
| Andorra La Vella ottobre 1992 | Pakistan | 2 – 17 | India |  |

### Finale 13º - 14º posto
| Andorra La Vella ottobre 1992 | Israele | 4 – 6 | Giappone |  |

### Finale 11º - 12º posto
| Andorra La Vella ottobre 1992 | Canada | 5 – 6 | Austria |  |

### Finale 9º - 10º posto
| Andorra La Vella ottobre 1992 | Sudafrica | 4 – 5 | Messico |  |

### Finale 7º - 8º posto
| Andorra La Vella ottobre 1992 | Nuova Zelanda | 5 – 6 | Inghilterra |  |

### Finale 5º - 6º posto
| Andorra La Vella ottobre 1992 | Australia | 5 – 11 | Macao |  |

### Finale 3º - 4º posto
| Andorra La Vella ottobre 1992 | Mozambico | 1 – 2 | Angola |  |

### Finale 1º - 2º posto
| Andorra La Vella ottobre 1992 | Andorra | 5 – 3 | Francia |  |

## Classifica finale
|     | Squadra       | G | V | N | P | GF | GS  | Diff. | Note              |
| --- | ------------- | - | - | - | - | -- | --- | ----- | ----------------- |
| 1.  | Andorra       | 7 | 5 | 1 | 1 | 84 | 21  | +63   | Campionato A 1993 |
| 2.  | Francia       | 7 | 6 | 0 | 1 | 75 | 10  | +65   | Campionato A 1993 |
| 3.  | Angola        | 7 | 5 | 0 | 2 | 75 | 18  | +57   | Campionato A 1993 |
| 4.  | Mozambico     | 7 | 5 | 0 | 2 | 57 | 19  | +38   |                   |
| 5.  | Macao         | 7 | 3 | 2 | 2 | 43 | 55  | -12   |                   |
| 6.  | Australia     | 7 | 3 | 1 | 3 | 33 | 39  | -6    |                   |
| 7.  | Inghilterra   | 7 | 4 | 0 | 3 | 61 | 21  | +40   |                   |
| 8.  | Nuova Zelanda | 7 | 2 | 0 | 5 | 32 | 41  | -9    |                   |
| 9.  | Messico       | 7 | 5 | 1 | 1 | 53 | 27  | +26   |                   |
| 10. | Sudafrica     | 7 | 4 | 1 | 1 | 84 | 23  | +61   |                   |
| 11. | Austria       | 7 | 2 | 1 | 4 | 41 | 41  | 0     |                   |
| 12. | Canada        | 7 | 3 | 0 | 4 | 72 | 48  | +24   |                   |
| 13. | Giappone      | 7 | 3 | 1 | 3 | 37 | 40  | -3    |                   |
| 14. | Israele       | 7 | 1 | 0 | 6 | 20 | 98  | -78   |                   |
| 15. | India         | 7 | 1 | 0 | 6 | 34 | 125 | -91   |                   |
| 16. | Pakistan      | 7 | 0 | 0 | 7 | 10 | 186 | -176  |                   |